# Baekho
Kang Dong-ho (Hangul:강동호; Hanja:姜東昊; Jeju, 21 de julio de 1995), más conocido como Baekho (Hangul:백호; Hanja:白虎), es un cantante y compositor surcoreano. Anteriormente vocalista principal y productor musical del grupo masculino surcoreano NU'EST, Baekho debutó como solista en octubre de 2022 con el lanzamiento de su primer EP titulado "Absolute Zero."

## Carrera

### Predebut
Baekho se volvió un trainee de Pledis Entertainment  después de ser descubierto por la misma en 2010. Él se volvió más conocido después de aparecer en el video musical del sencillo de After School titulado "Play Ur Love". En 2011, él y JR (Trainee de Pledis) aparecerían en el programa de variedades de KBS Hello Counselor y serían revelados por Kahi de After School como 2 de los miembros que debutarían en la boyband NU'EST.
Antes de debutar, Baekho hizo apariciones en lanzamientos musicales como miembro de Pledis Boys. Él fue un bailarín de apoyo para "Wonder Boy" de After School Blue, y presentado en el lanzamiento navideño de Pledis Entertainment "Love Letter" 

### 2012–16: NU'EST
El 15 de marzo de 2012, Baekho debutó como vocalista principal de NU'EST. Su nombre artístico fue elegido por su compañera Uee, debido a su parecido con el personaje Kang Baek-ho en Slam Dunk.
En 2013, Baekho apareció en el drama televisivo Jeon Woo-chi.
A principios de 2014, él fue diagnosticado con nódulos de pliegue vocal. Aun así,  el decidió continuar actuando con NU'EST mientras recibía tratamiento. Pledis Entertainment anunció en noviembre de ese mismo año que él estaría en un hiatus temporal de todas las actividades del grupo. Sus doctores aconsejaron que descansara su voz después de su cirugía de cuerdas vocales. En febrero de 2016, se informó que estaba recuperado completamente.

### 2017:Produce 101 Season 2
Durante la primera mitad de 2017, Baekho apareció en el programa televisivo Produce 101 Season 2. Después de interpretar la versión "Boy in Luv"  de BTS  en el show,  obtuvo el apodo de  'sexy bandit' (Bandido sexy) gracias a los comentarios en línea. El posteriormente en el programa interpretó la canción "Playing with Fire" de Blackpink,y el recuento de visitas de su fancam alcanzó un millón de visitas en tres días. En la evaluación de concepto, su equipo actuó la canción "Open Up", ganando así uno de los 2 votos más altos en su grupo. Él fue notado por los comentaristas por su voz estable en su performance sin música

## Discografía

### Composición de Canciones
| Año  | Artista  | Álbum              | Canción                        | Parte         | Nota |
| 2015 | BUMZU    | Good Life          | YA해                           | Letra         | |
| 2016 | NU'EST   | Q Is               | 나의 천국                      | Música        | Letra con JR                                                                                            |
| 2016 | NU'EST   | Q Is               | 사실 말야                      | Letra, Música | Letras con JR, Minhyun                                                                                  |
| 2016 | NU'EST   | Canvas             | R.L.T.L (Real Love True Love)  | Letra         | Letra con JR, Minhyun                                                                                   |
| 2016 | NU'EST   | Canvas             | Love Paint (Every Afternoon)   | Letra         | Todos los integrantes de NU'EST participaron escribiendo la lírica de la canción                        |
| 2016 | NU'EST   | Canvas             | Look (a starlight night)       | Letra         | Letra con JR, Minhyun                                                                                   |
| 2017 | NU'EST   | W, HERE            | 하루만                         | Letra, Música | Letra con JR                                                                                            |
| 2017 | NU'EST   | W, HERE            | WHERE YOU AT                   | Letra, Música | Letra con JR                                                                                            |
| 2017 | NU'EST   | W, HERE            | GOOD LOVE                      | Letra, Música | Letra con Aron                                                                                          |
| 2018 | Fromis 9 | To. Day            | DKDK (두근두근; Dugeundugeun)  | Letra         | Acreditado a 빼꼼                                                                                       |
| 2018 | NU'EST W | WHO, YOU           | Signal                         | Letra, Música | Letra con JR                                                                                            |
| 2018 | NU'EST W | WHO, YOU           | Dejavu                         | Letra, Música | Letra con JR                                                                                            |
| 2018 | NU'EST W | WHO, YOU           | Polaris                        | Letra, Música | Letra con JR                                                                                            |
| 2018 | NU'EST W | WHO, YOU           | ylenoL                         | Letra         | Letra con JR                                                                                            |
| 2018 | NU'EST W | WHO, YOU           | Gravity&Moon                   | Letra, Música | Letra con JR                                                                                            |
| 2018 | NU'EST W | WHO, YOU           | Shadow                         | Letra, Música | Letra con JR                                                                                            |
| 2018 | NU'EST W | Produce 48 – Final | 앞으로 잘 부탁해 (We Together) | Letra         | Acreditado a빼꼼                                                                                        |
| 2018 | NU'EST W | Produce 48 – Final | I Don't Care (con 스푼즈)      | Letra, Música | Colaboración con Spoonz; Todos los miembros de NU'EST W participaron en escribir la letra de la canción |
| 2018 | NU'EST W | WAKE,N             | L.I.E                          | Letra, Música | Letra con JR                                                                                            |
| 2018 | NU'EST W | WAKE,N             | Help Me                        | Letra, Música | Letra con JR                                                                                            |
| 2018 | NU'EST W | WAKE,N             | Wi-Fi                          | Letra, Música | Letra con Aron                                                                                          |
| 2018 | NU'EST W | WAKE,N             | 나, 너에게 (You & I)           | Música        | Letra hecha con Ren                                                                                     |
| 2018 | NU'EST W | WAKE,N             | Feels                          | Letra, Música | |

### Participaciones en Soundtrack
| Año  | Título                           | Posiciones en chart | Álbum                                                   | Nota                                           |
| Año  | Título                           | KOR (Gaon)          | Álbum                                                   | Nota                                           |
| ---- | -------------------------------- | ------------------- | ------------------------------------------------------- | ---------------------------------------------- |
| 2018 | Beautiful Night (Cover de BEAST) | -                   | Masked Singer 160th (Versión en vivo)                   | Como el contendiente enmascarado David Beckham |
| 2018 | I Remember (Cover de Boohwal)    | -                   | Masked Singer 160th (Versión en vivo)                   | Como el contendiente enmascarado David Beckham |
| 2019 | That Day, We                     | TBA                 | The Crowned Clown Pt.2 (Soundtrack televisivo original) |                                                |

### Otras apariciones
| Año  | Artista                             | Título          | Posiciones en chart | Álbum                 | Nota                                        |
| Año  | Artista                             | Título          | KOR (Gaon)          | Álbum                 | Nota                                        |
| ---- | ----------------------------------- | --------------- | ------------------- | --------------------- | ------------------------------------------- |
| 2010 | After School                        | Someone Is You  | -                   | Happy Pledis 1° Album | Coro junto con JR, Ren, Baekho              |
| 2011 | Son Dam-bi & After School           | Love Letter     | -                   | Happy Pledis 2° Album | Feat Ara, Hyelim, Minhyun, Baekho           |
| 2017 | Knock                               | 열어줘(Open Up) | 10                  | 35 Boys 5 Concepts    | Como uno de los concursantes de Produce 101 |
| 2017 | Produce 101 últimos 20 concursantes | Super Hot       | 19                  | Produce 101 – Final   | Como uno de los concursantes de Produce 101 |
| 2017 | Produce 101 últimos 20 concursantes | Always          | 17                  | Produce 101 – Final   | Como uno de los concursantes de Produce 101 |

## Filmografía

### Dramas
| Año  | Título       | Red | Personaje | Notas       |
| ---- | ------------ | --- | --------- | ----------- |
| 2013 | Jeon Woo-chi | KBS |           | junto a Ren |

### Programa de variedades
| Año  | Título            | Red | Notas                 |
| ---- | ----------------- | --- | --------------------- |
| 2021 | Law of the Jungle | SBS | (ep. #446-) - miembro |